# Roberto Marcolongo
Roberto Marcolongo (28 de agosto de 1862-16 de mayo de 1943) fue un matemático italiano, conocido por sus investigaciones en cálculo vectorial y física teórica. 

## Semblanza
Marcolongo se graduó en 1886 y más adelante fue asistente de Valentino Cerruti en Roma. En 1895 se convirtió en profesor de mecánica racional en la Universidad de Mesina. Se trasladó en 1908 a la Universidad de Nápoles, donde permaneció hasta su jubilación en 1935. 
Trabajó en cálculo vectorial junto con Cesare Burali-Forti, desarrollando lo que por entonces se conocía como "notación italiana". En 1906, escribió una obra temprana que usaba el formalismo de cuatro dimensiones para explicar la invariancia relativista bajo las transformaciones de Lorentz. 
En 1921 publicó en Mesina uno de los primeros tratados sobre la relatividad especial y general, donde utilizó el cálculo diferencial absoluto sin coordenadas, desarrollado con Burali-Forti, en oposición al cálculo diferencial absoluto con coordenadas de Tullio Levi-Civita y Gregorio Ricci-Curbastro. 
Fue miembro de la Academia del Linceo y de otras academias italianas. 

## Trabajos
- Teoria matematica dello equilibrio dei corpi elastici (Milano: U. Hoepli, 1904)
- Meccanica razionale (Milano: U. Hoepli, 1905)
- Elementi di Calcolo vettoriale con numerose Applicazioni (con Burali-Forti) (Bologna, Nicola Zanichelli, 1909)[2][3] 2nd ed.. 1920.
- Omografie vettoriali con Applicazioni  (con Burali-Forti) (Torino, GB Petrini, 1909)[2]
- Analyse vectorielle générale: Transformations linéaires (con Cesare Burali-Forti, traducido al francés por Paul Baridon) (Pavia: Mattei & C., 1913)
- Analyse vectorielle générale: Applications à la mécanique et à la bodyique (en francés, con Cesare Burali-Forti y Tommaso Boggio ) (Pavia: Mattei & C., 1913)
- Il Problema dei Tre Corpi da Newton ai Nostri Giorni  (Milano, Ulrico Hoepli, 1919)[4]
- Relatività  (Messina, G. Principato, 1921)